# Anseropoda ludovici
Anseropoda ludovici is een zeester uit de familie Asterinidae.
De wetenschappelijke naam van de soort werd in 1909 gepubliceerd door René Koehler.